# 莫拉查河
莫拉查河是蒙特內哥羅的一條河流，全長113 km（70 mi）。該河發源於蒙特內哥羅北部，注入斯庫台湖。莫拉查河在其北部流域是一條湍急的山區河流。莫拉查河是波德戈里察的象徵之一，也是該市最大的河流，出現在一些旗幟上。莫拉查修道院以該河得名。